# Hasičská nádrž

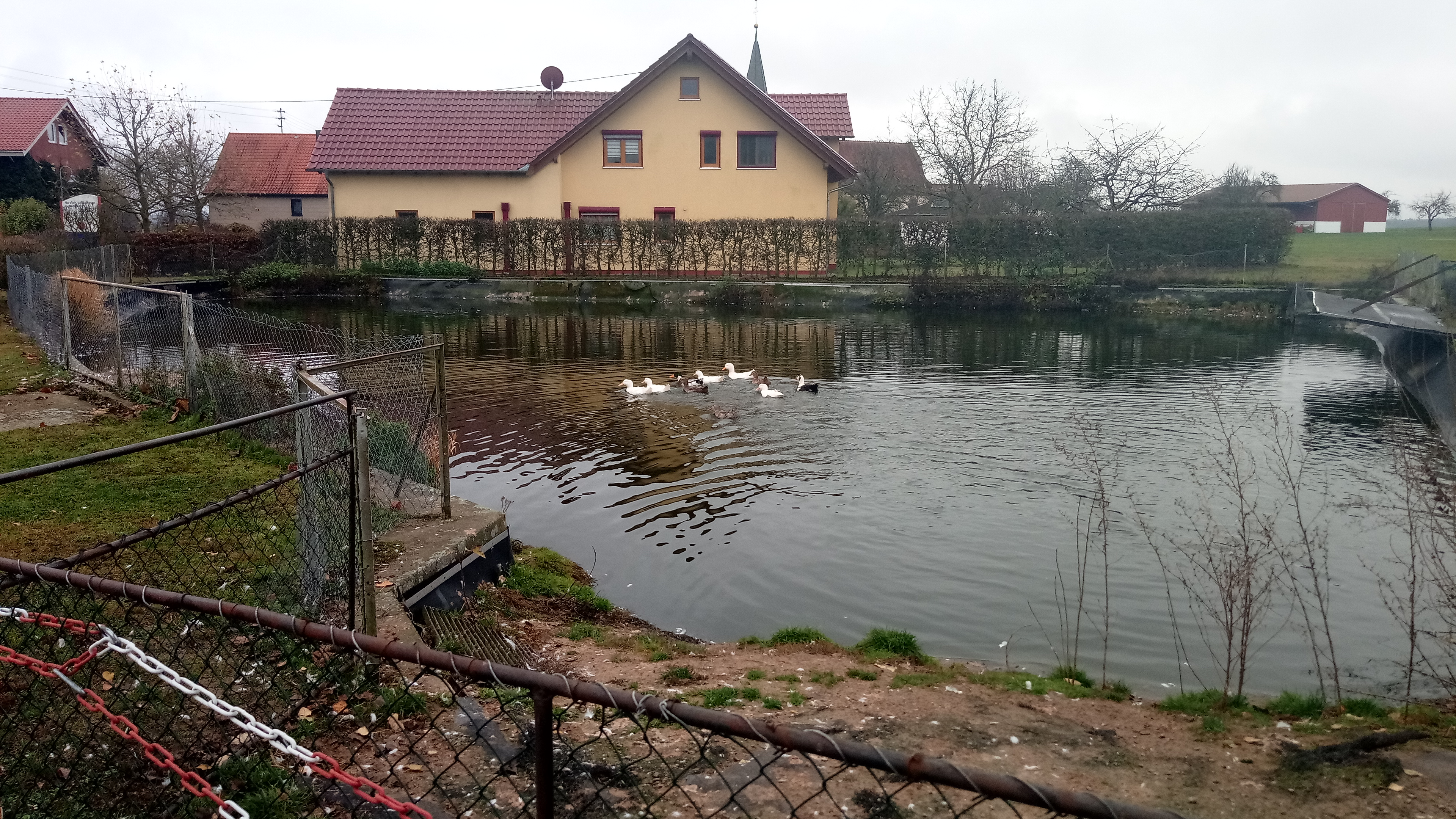
Příklad hasičské nádrže v německé vsi Dornberg

Hasičská nádrž či požární nádrž je člověkem postavené malé vodní dílo, objekt požární ochrany určený primárně pro zadržování vody pro potřeby hašení požárů jakožto doplněk k dalším zdrojům hasební vody. Staví se často v obcích či městech v blízkosti míst s vysokou kumulací budov. Voda z nich se využívá nejen pro hašení požárů v intravilánu, ale například pro lesní či polní požáry. Kromě veřejných nádrží zajišťovaných municipalitami si někdy své nádrže staví také soukromé společnosti.

## Technické nároky
Aby byla hasičská nádrž pro hasičská čerpadla použitelná, je nutné, aby byla v relativně dobrém stavu, bez nánosů kalu, bez rozsáhlých porostů rostlin, bez odpadků a dalších nežádoucích příměsí, které mohou čerpadla ucpat nebo i poškodit. Některé nádrže však mohou být v žalostném stavu – zarostlé, zanesené nebo i zcela vypuštěné, což znesnadňuje efektivní protipožární zásah, zvlášť pokud o nevyhovujícím stavu nemají informace operační střediska hasičů. Důvodem špatného stavu je často vysoká finanční náročnost údržby.

## Víceúčelové nádrže
Hasičské nádrže mohou mít buď tento jediný účel a nebo si je mohou obce upravit na víceúčelové a udržovat je pro koupání v létě či bruslení v zimě. Multifunkční provoz potom lépe opodstatňuje ekonomicky zatěžující údržbu nádrží a může tak napomoci udržet jejich lepší stav z hlediska požárního využití.

## Ekologická rizika
Betonové požární nádrže s kolmými stěnami mohou přestavovat smrtící past pro jakákoliv malá zvířata, jako jsou ježci, veverky, kočky nebo i ptáci. Například obojživelníky lákají možností naklást vajíčka, nicméně zvířata se nemohou po kolmých stěnách dostat ven a umírají vysílením. V případě obojživelníků stejně končí i později vylíhnutí potomci. Existuje několik různě ekonomicky náročných a různě trvanlivých způsobů, jak tomuto riziku zabránit. Může jít o rampu v podobě dřevěného prkna připevněného k okraji nádrže, o vyskládání kamenů v rohu nádrže, o vytvoření šikmé plochy na kraji schodiště, pokud je přítomno, o vyřezání části lemu nádrže, o plovákem opatřené rampy, a další.

## České hasičské nádrže
V Česku jsou hasičské nádrže v obcích hojné, jelikož existuje zákonná povinnost zajistit nějaký zdroj hasební vody. Masově vznikaly především na venkově ve 20. století. Mnohé tak dosáhly své životnosti a procházejí obnovou či úpravami.